# 2013 100 legnagyobb slágere

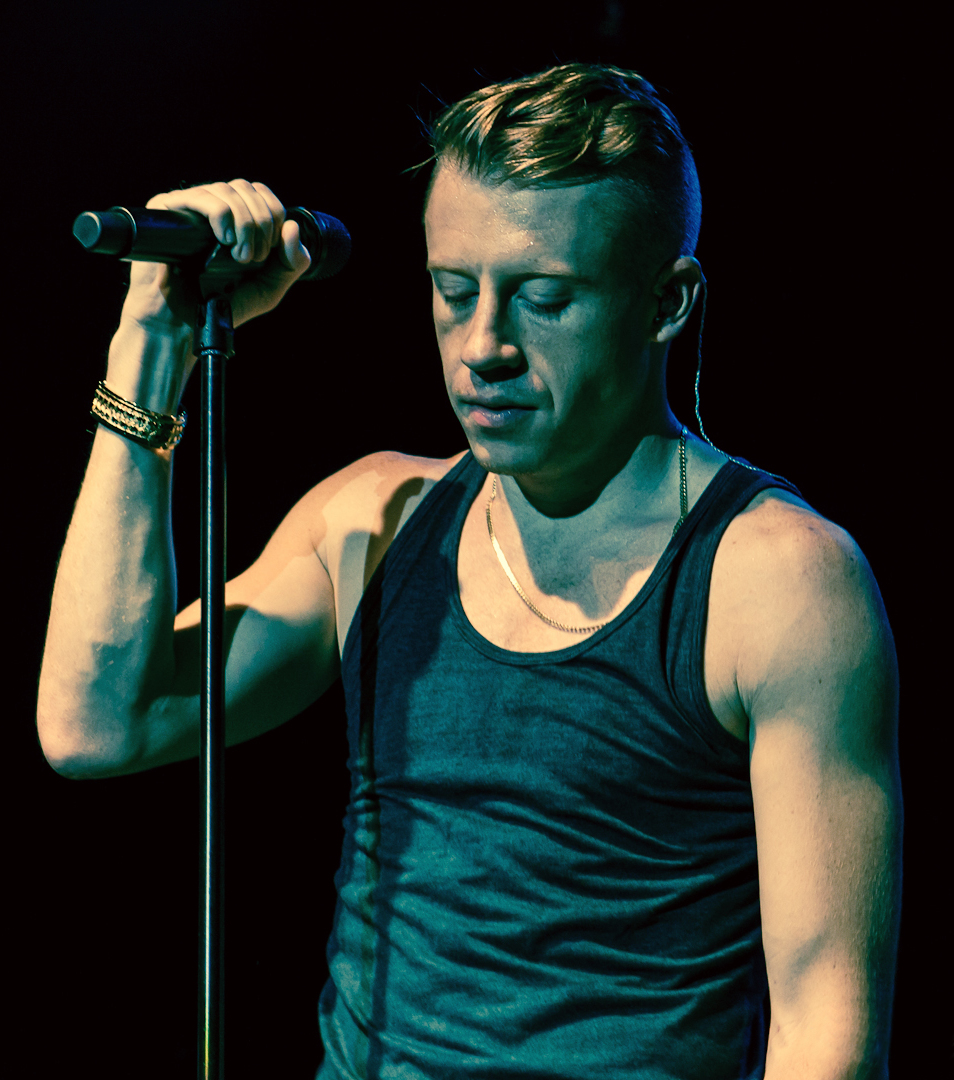
Macklemore és Ryan Lewis "Thrift Shop" című dala végzett az első helyen, miután összesen hat hetet töltött a Hot 100 élén az év során.

Ez a lista a Billboard magazin első Hot 100 zenéjét tartalmazza 2013-ból.

## Lista

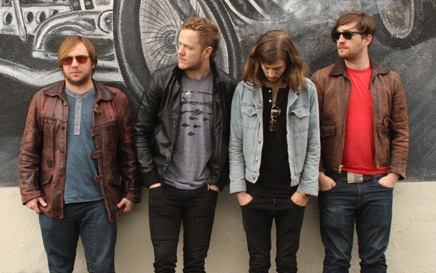
Az Imagine Dragons rockegyüttes három kislemeze szerepel a listán, melyek közül a "Radioactive" (3.) végzett a legelőkelőbb helyen.

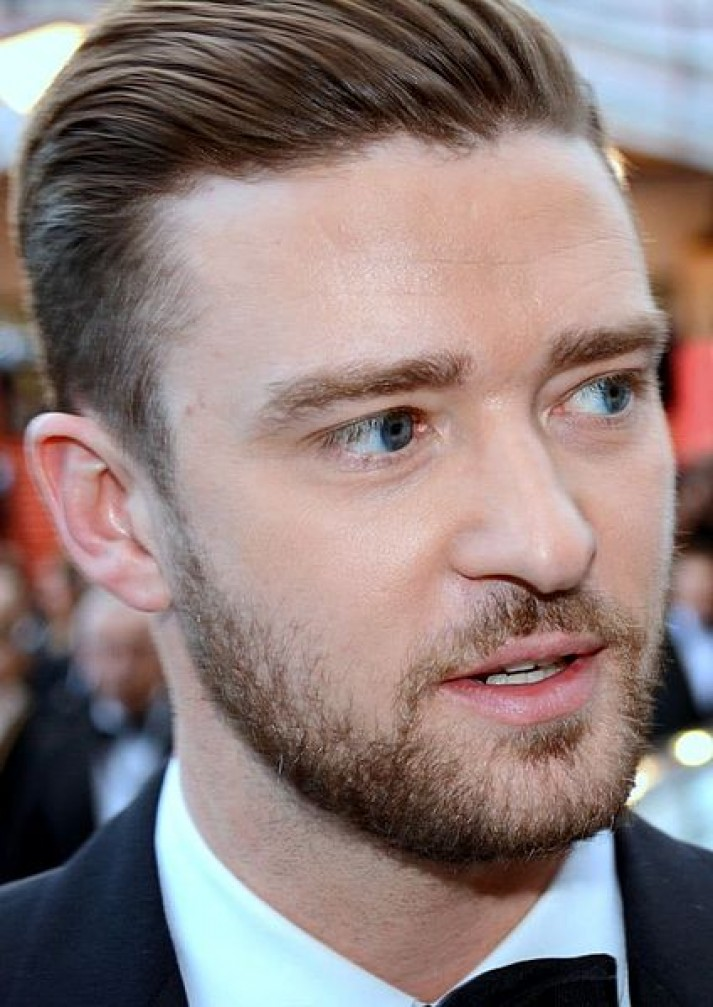
Justin Timberlake három dallal szerepel a Top 25-ben, amelyek közül kettő a saját dala; ezek a "Mirrors" (6.) és a "Suit & Tie" (20.)

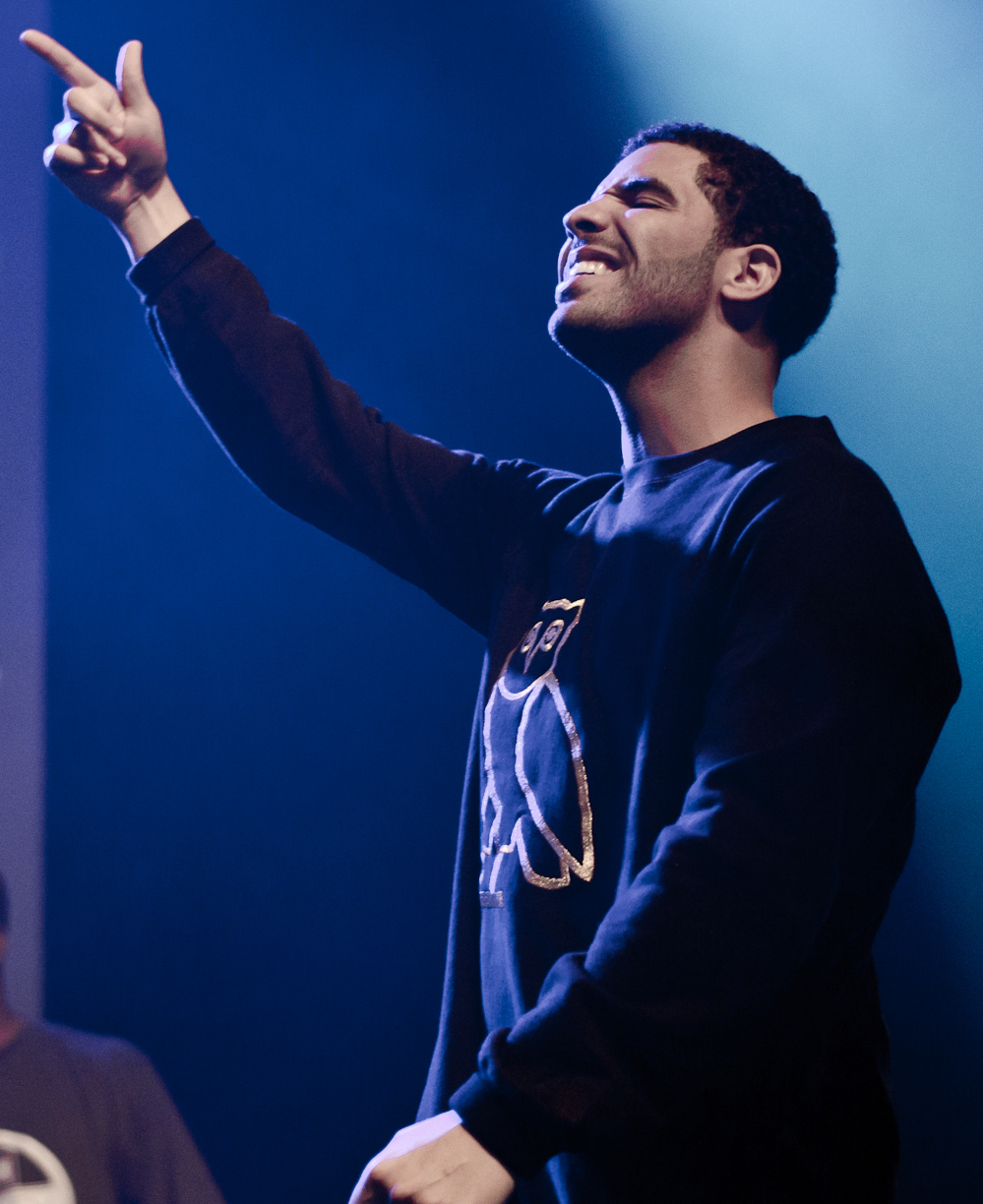
Drake négy kislemezzel került fel a 2013-as listára, melyek közül kettő a saját dala; ezek a "Started From the Bottom" (32.) és a "Hold On, We're Going Home" (34.). A további két dalban vendégrapperként jelenik meg.

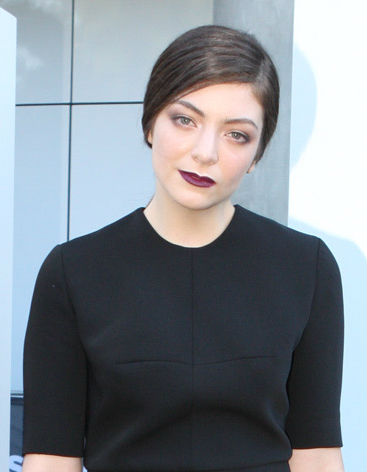
Lorde "Royals" című dala a tizenötödik helyen végzett, miután kilenc hetet töltött a Hot 100 lista élén, ezzel Lorde a legfiatalabb előadó Tiffany óta, akinek ez sikerült.

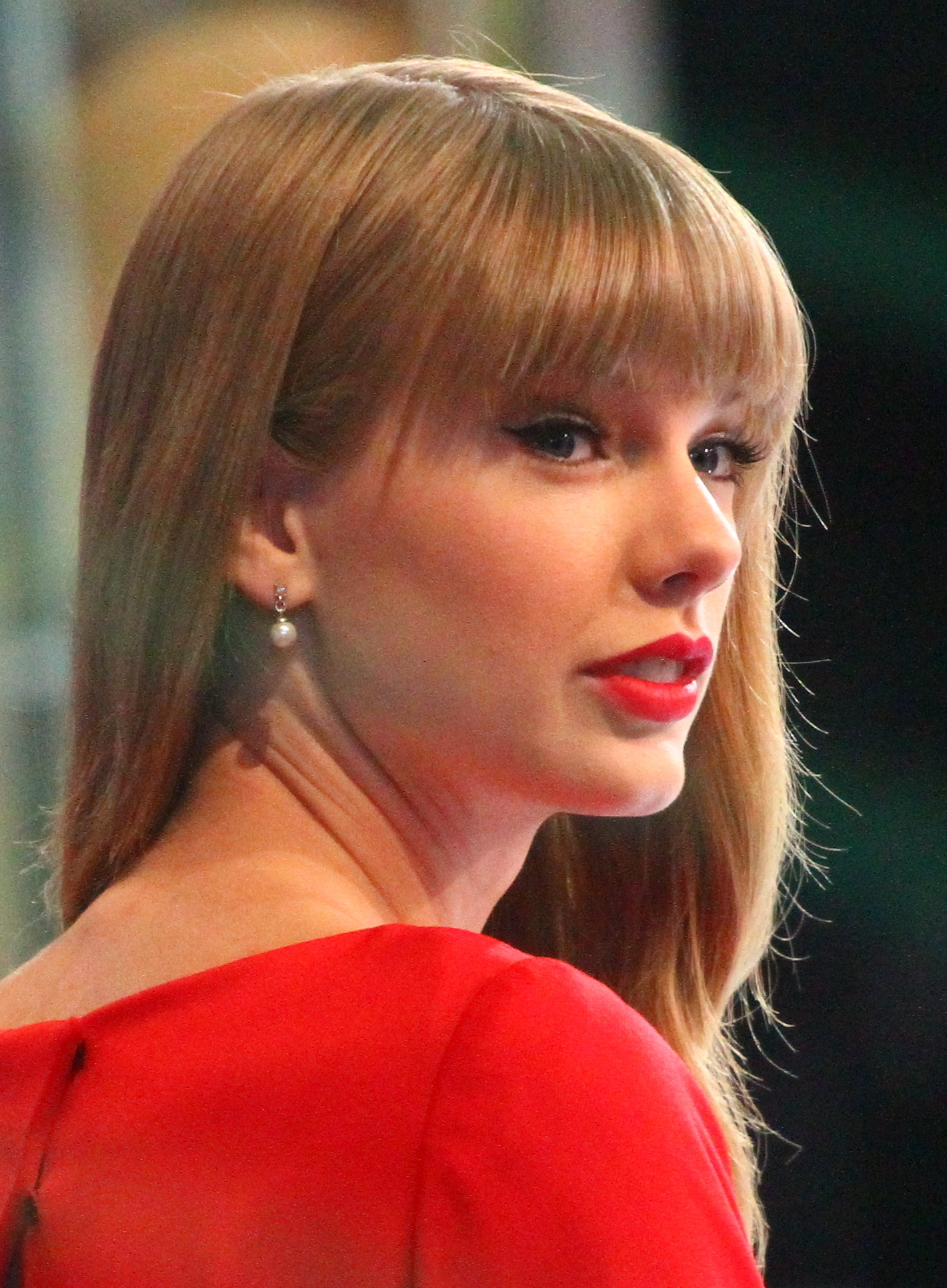
Taylor Swift három kislemezzel jutott fel a listára. Ezek közül az "I Knew You Were Trouble" (16.) végzett a legjobb helyen.

| Helyezés | Cím                                                    | Előadó(k)                                               |
| -------- | ------------------------------------------------------ | ------------------------------------------------------- |
| 1        | "Thrift Shop"                                          | Macklemore and Ryan Lewis featuring Wanz                |
| 2        | "Blurred Lines"                                        | Robin Thicke featuring T.I. and Pharrell Williams       |
| 3        | "Radioactive"                                          | Imagine Dragons                                         |
| 4        | "Harlem Shake"                                         | Baauer                                                  |
| 5        | "Can't Hold Us"                                        | Macklemore and Ryan Lewis featuring Ray Dalton          |
| 6        | "Mirrors"                                              | Justin Timberlake                                       |
| 7        | "Just Give Me a Reason"                                | Pink featuring Nate Ruess                               |
| 8        | "When I Was Your Man"                                  | Bruno Mars                                              |
| 9        | "Cruise"                                               | Florida Georgia Line featuring Nelly                    |
| 10       | "Roar"                                                 | Katy Perry                                              |
| 11       | "Locked Out of Heaven"                                 | Bruno Mars                                              |
| 12       | "Ho Hey"                                               | The Lumineers                                           |
| 13       | "Stay"                                                 | Rihanna featuring Mikky Ekko                            |
| 14       | "Get Lucky"                                            | Daft Punk featuring Pharrell Williams                   |
| 15       | "Royals"                                               | Lorde                                                   |
| 16       | "I Knew You Were Trouble"                              | Taylor Swift                                            |
| 17       | "We Can't Stop"                                        | Miley Cyrus                                             |
| 18       | "Wrecking Ball"                                        | Miley Cyrus                                             |
| 19       | "Wake Me Up"                                           | Avicii                                                  |
| 20       | "Suit & Tie"                                           | Justin Timberlake featuring Jay-Z                       |
| 21       | "Cups (Pitch Perfect's When I'm Gone)"                 | Anna Kendrick                                           |
| 22       | "Holy Grail"                                           | Jay Z featuring Justin Timberlake                       |
| 23       | "Scream & Shout"                                       | will.i.am featuring Britney Spears                      |
| 24       | "Clarity"                                              | Zedd featuring Foxes                                    |
| 25       | "Sail"                                                 | Awolnation                                              |
| 26       | "Don't You Worry Child"                                | Swedish House Mafia featuring John Martin               |
| 27       | "Diamonds"                                             | Rihanna                                                 |
| 28       | "I Love It"                                            | Icona Pop featuring Charli XCX                          |
| 29       | "Safe and Sound"                                       | Capital Cities                                          |
| 30       | "Treasure"                                             | Bruno Mars                                              |
| 31       | "The Way"                                              | Ariana Grande featuring Mac Miller                      |
| 32       | "Started from the Bottom"                              | Drake                                                   |
| 33       | "Come & Get It"                                        | Selena Gomez                                            |
| 34       | "Hold On, We're Going Home"                            | Drake featuring Majid Jordan                            |
| 35       | "Daylight"                                             | Maroon 5                                                |
| 36       | "Feel This Moment"                                     | Pitbull featuring Christina Aguilera                    |
| 37       | "Applause"                                             | Lady Gaga                                               |
| 38       | "One More Night"                                       | Maroon 5                                                |
| 39       | "Love Me"                                              | Lil Wayne featuring Drake and Future                    |
| 40       | "My Songs Know What You Did in the Dark (Light Em Up)" | Fall Out Boy                                            |
| 41       | "Fuckin' Problems"                                     | ASAP Rocky featuring Drake, 2 Chainz and Kendrick Lamar |
| 42       | "Beauty and a Beat"                                    | Justin Bieber featuring Nicki Minaj                     |
| 43       | "Same Love"                                            | Macklemore and Ryan Lewis featuring Mary Lambert        |
| 44       | "Sweet Nothing"                                        | Calvin Harris featuring Florence Welch                  |
| 45       | "Summertime Sadness"                                   | Lana Del Rey and Cédric Gervais                         |
| 46       | "Home"                                                 | Phillip Phillips                                        |
| 47       | "It's Time"                                            | Imagine Dragons                                         |
| 48       | "Power Trip"                                           | J. Cole featuring Miguel                                |
| 49       | "Girl on Fire"                                         | Alicia Keys                                             |
| 50       | "Heart Attack"                                         | Demi Lovato                                             |
| 51       | "Love Somebody"                                        | Maroon 5                                                |
| 52       | "I Will Wait"                                          | Mumford & Sons                                          |
| 53       | "Try"                                                  | Pink                                                    |
| 54       | "Wagon Wheel"                                          | Darius Rucker                                           |
| 55       | "Gangnam Style"                                        | Psy                                                     |
| 56       | "I Need Your Love"                                     | Calvin Harris featuring Ellie Goulding                  |
| 57       | "Die Young"                                            | Kesha                                                   |
| 58       | "Some Nights"                                          | Fun                                                     |
| 59       | "Bad"                                                  | Wale featuring Tiara Thomas                             |
| 60       | "Boys 'Round Here"                                     | Blake Shelton featuring Pistol Annies and Friends       |
| 61       | "Gone, Gone, Gone"                                     | Phillip Phillips                                        |
| 62       | "Demons"                                               | Imagine Dragons                                         |
| 63       | "Counting Stars"                                       | OneRepublic                                             |
| 64       | "I Cry"                                                | Flo Rida                                                |
| 65       | "Little Talks"                                         | Of Monsters and Men                                     |
| 66       | "The Other Side"                                       | Jason Derulo                                            |
| 67       | "Berzerk"                                              | Eminem                                                  |
| 68       | "Catch My Breath"                                      | Kelly Clarkson                                          |
| 69       | "Crash My Party"                                       | Luke Bryan                                              |
| 70       | "Pour It Up"                                           | Rihanna                                                 |
| 71       | "22"                                                   | Taylor Swift                                            |
| 72       | "I Want Crazy"                                         | Hunter Hayes                                            |
| 73       | "The Fox (What Does the Fox Say?)"                     | Ylvis                                                   |
| 74       | "Best Song Ever"                                       | One Direction                                           |
| 75       | "The A Team"                                           | Ed Sheeran                                              |
| 76       | "Carry On"                                             | Fun                                                     |
| 77       | "Highway Don't Care"                                   | Tim McGraw featuring Taylor Swift and Keith Urban       |
| 78       | "That's My Kind of Night"                              | Luke Bryan                                              |
| 79       | "Swimming Pools (Drank)"                               | Kendrick Lamar                                          |
| 80       | "Sure Be Cool If You Did"                              | Blake Shelton                                           |
| 81       | "#Beautiful"                                           | Mariah Carey featuring Miguel                           |
| 82       | "Troublemaker"                                         | Olly Murs featuring Flo Rida                            |
| 83       | "Body Party"                                           | Ciara                                                   |
| 84       | "Adorn"                                                | Miguel                                                  |
| 85       | "Hall of Fame"                                         | The Script featuring will.i.am                          |
| 86       | "Let Me Love You (Until You Learn to Love Yourself)"   | Ne-Yo                                                   |
| 87       | "U.O.E.N.O."                                           | Rocko featuring Future and Rick Ross                    |
| 88       | "Next to Me"                                           | Emeli Sandé                                             |
| 89       | "Mama's Broken Heart"                                  | Miranda Lambert                                         |
| 90       | "It Goes Like This"                                    | Thomas Rhett                                            |
| 91       | "Bugatti"                                              | Ace Hood featuring Future and Rick Ross                 |
| 92       | "Wanted"                                               | Hunter Hayes                                            |
| 93       | "Downtown"                                             | Lady Antebellum                                         |
| 94       | "Get Your Shine On"                                    | Florida Georgia Line                                    |
| 95       | "#thatPower"                                           | will.i.am featuring Justin Bieber                       |
| 96       | "Brave"                                                | Sara Bareilles                                          |
| 97       | "Let Her Go"                                           | Passenger                                               |
| 98       | "Runnin' Outta Moonlight"                              | Randy Houser                                            |
| 99       | "I'm Different"                                        | 2 Chainz                                                |
| 100      | "Still Into You"                                       | Paramore                                                |